# Ophiogramma hormota
Ophiogramma hormota är en fjärilsart som beskrevs av Louis Beethoven Prout 1932. Ophiogramma hormota ingår i släktet Ophiogramma och familjen mätare. Inga underarter finns listade i Catalogue of Life.